# Lacul Cătușa
Lacul Cătușa este un lac natural – fost liman fluviatil, situat pe teritoriul administrativ al municipiului Galați.

## Caracteristici
Lacul se află în vestul Galațiului, între oraș și Combinatul Siderurgic și este alimentat de văile Fileștilor și a Viilor, în prezent parțial colmatate. La gura de vărsare, scurgerea sa este barată de aluviunile Siretului, a cărei terasă medie formează o pantă spre lac.
Lacul are o suprafață de 30 de hectare. La sudul lui se află Drumul european E87, iar la est șoseaua de centură a orașului.
Lacul nu este amenajat, dar este un element hidrografic natural relevant pentru valorificarea turistică a municipiului. Actual este utilizat pentru activități sportive fiind utilizat pentru antrenamente de caiac și pentru competiții de navomodele.
În zona văii Cătușa orașul este bordat de grădini cultivate cu legume, vie și pomi fructiferi.
Ape industriale uzate de la agenții economici din jur se varsă în lac, poluându-l cu reziduuri toxice.